# Grönland közigazgatása

Grönland közigazgatási felosztása 2018. január 1. óta, a községek székhelyei számokkal jelölve

Grönland közigazgatása 2009. január 1-jén jelentős átalakuláson ment keresztül. Jelenleg az ország öt községre oszlik. Az Északkelet-grönlandi Nemzeti Park területe nem tartozik egyik községhez sem, csakúgy, mint az Avannaata község területébe enklávéként beékelődő Thule Légibázis területe sem. 2018. január 1-ig Avannaata és Qeqertalik együtt Qaasuitsup községet alkották.

## Községek
Avannaata község (grönlandiul: Avannaata Kommunia) 2018. január 1-én Qaasuitsup község feldarabolásával jött létre. Grönland északnyugati részén fekszik, székhelye Ilulissat.
Kujalleq község (grönlandiul: Kommuneqarfik Kujalleq) 2009. január 1. óta létező község Grönland déli részén. Székhelye Qaqortoq.
Qeqertalik község (grönlandiul: Kommune Qeqertalik) 2018. január 1-én Qaasuitsup község feldarabolásával jött létre. Grönland nyugati partján helyezkedik el, székhelye Aasiaat.
Qeqqata község (grönlandiul: Qeqqata Kommunia) 2009. január 1. óta létező község Grönland nyugati részén, székhelye Sisimiut.
Sermersooq község (grönlandiul: Kommuneqarfik Sermersooq) 2009. január 1. óta létező község Grönland déli részén, székhelye a főváros, Nuuk.

### 2009 óta megszűnt község(ek)
Qaasuitsup község (grönlandiul: Qaasuitsup Kommunia) 2009. január 1. és 2018. január 1-e között létezett Grönland északnyugati részén, székhelye Ilulissat volt.

## Fordítás
- Ez a szócikk részben vagy egészben az Administrative divisions of Greenland című angol Wikipédia-szócikk ezen változatának fordításán alapul.  Az eredeti cikk szerkesztőit annak laptörténete sorolja fel. Ez a jelzés csupán a megfogalmazás eredetét és a szerzői jogokat jelzi, nem szolgál a cikkben szereplő információk forrásmegjelöléseként.